# Jimmy Sandison
Jimmy Sandison (Edinburgh, 22 juni, 1965) is een Schots voormalig voetballer. Hij speelde van 1991 en 2000 bijna 302 wedstrijden voor Airdrieonians. Sandison speelde ook voor Heart of Midlothian (1984-1991) en Stenhousemuir (2000-2003). 

## Erelijst met Airdrieonians FC
- Scottish Challenge Cup (2×) 1994-95, 2000-01